# Nikon D500
D7200
Le Nikon D500 est un appareil photographique reflex numérique professionnel annoncé en janvier 2016 en même temps que le Nikon D5. Il arrive sur le marché en avril 2016 dans la catégorie professionnel APS-C et s’inscrit dans la lignée des D100, D200, D300 et D300S. Il se différencie de la lignée des D7000 (D7100, D7200, D7500) considérés comme experts, et aux caractéristiques techniques un ton en dessous. Il reprend le système autofocus du Nikon D5 ainsi qu' une construction tropicalisée mais la comparaison s’arrête la, les autres fonctions, caractéristiques techniques  et ergonomie sont sensiblement différentes. À sa sortie sur le marché, il a pour principal concurrent le Canon EOS 7D Mark II et le Sony Alpha 77 II,. C'est le premier appareil au format DX permettant de filmer en UHD.